# Santa Maria de les Escaldes
Santa Maria de les Escaldes, o la Mare de Déu de Gràcia, és l'església, sufragània de Sant Iscle i Santa Victòria de Vilanova de les Escaldes, del poble de les Escaldes, pertanyent al terme comunal d'aquest nom, a l'Alta Cerdanya, de la Catalunya del Nord.
Està situada al sud-est del balneari, ara centre de reeducació, al costat mateix de la carretera que hi mena, la D - 10.
La Mare de Déu de Gràcia d'aquesta capella disposa d'uns Goigs que ja es cantaven el 1724 que fan referència a la font calenta que neix al costat de la capella i que cura de molts mals als desemparats de remei.